# Ai Miyazato
Ai Miyazato (宮里 藍, Miyazato Ai), née le 19 juin 1985 à Higashi dans la Préfecture d'Okinawa (Japon), est une golfeuse japonaise. Professionnelle depuis 2004 sur le circuit japonais, elle rejoint en 2006 le circuit américain (LPGA Tour). Elle compte vingt-cinq titres professionnelles, dont neuf sur le LPGA Tour. Ses victoires les plus prestigieuses sont obtenues lors de l'Evian Masters en 2009 et 2011. Elle met un terme à sa carrière en 2017.

## Biographie
Alors qu'elle est encore étudiante, Ai Miyazato devient la première amateure en trente ans à remporter un titre sur le circuit JLPGA. La saison suivante, elle remporte cinq ce circuit pour sa saison de débutante.
En 2005, elle remporte la Women's World Cup of Golf (en) disputée à George, avec sa compatriote Rui Kitada.
Après une carrière sur le LPGA Japan Tour où elle remporte quatorze victoires, elle rejoint le circuit américain du LPGA Tour. Elle obtient dès sa première année un Top 5 dans l'un des tournois majeurs avec une troisième place au LPGA Championship, à un coupe de Se Ri Pak et Karrie Webb qui se départagent en playoff. En 2008, elle obtient une cinquième place lors de l'Open britannique.
En juillet 2009, elle remporte l'Evian Masters dans un playoff l'opposant à la Suédoise Sophie Gustafson après avoir réussi un score de 274 (69-66-70-69). Elle l'emporte lors du premier tour du playoff. C'est sa première victoire sur le LPGA Tour, obtenue de plus sur l'un des tournois les plus richement dotés du golf féminin et qui est désormais considéré comme le cinquième majeur féminin. Elle enchaîne ensuite par une troisième place à l'Open britannique, qu'elle partage avec Paula Creamer, Hee-Won Han et Christina Kim, derrière l'Écossaise Catriona Matthew qui l'emporte devant Karrie Webb.

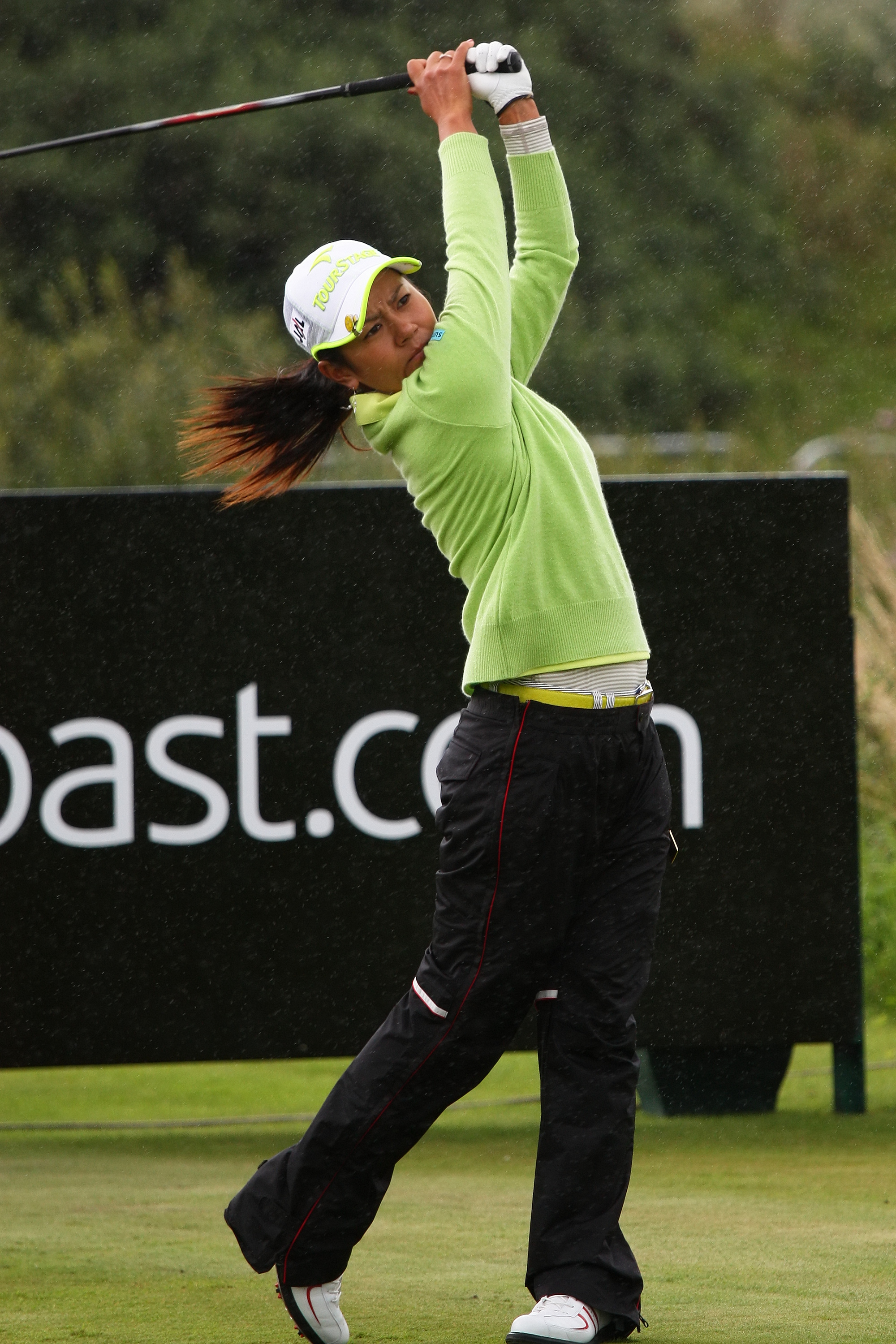
Ai Miyazato lors de 'Open britannique 2010.

L'année suivante, elle remporte cinq tournois sur ce même circuit américain et, comme en 2009, elle termine à deux reprises dans le Top 10 dans les tournois majeurs, troisième au LPGA Championship et neuvième à l'Open britannique. Ces performances lui permettent d'occuper la première place du classement mondial pendant une semaine en juin, puis de nouveau une semaine en juillet, et enfin du 22 août au 24 octobre 2010, date à laquelle elle est dépassée par Cristie Kerr. Malgré ses cinq victoires, en départs, elle ne termine pas la saison en tête du classement des gains, remporté par la Sud-Coréenne Na Yeon Choi, ou du Rolex Player of the Year, joueuse de l'année, remporté par la Taiwanaise Yani Tseng.
En 2011, après un début de saison plus compliqué avec une seule place dans le Top 10 d'un tournoi lors du Sybase match play Championship, elle termine au sixième rang de l'US Open. Deux semaines plus tard, elle remporte son second titre de l'Evian Masters, tournoi dont elle occupe la première place à l'issue du troisième tour avec deux coups d'avance. Elle confirme lors du dernier tour et l'emporte avec un score de 273 (68, 68, 67, 70), soit 15 sous le par et deux coups d'avance sur Stacy Lewis.
Elle remporte ses huitième et neuvième tournois sur le circuit LPGA, le Lotte Championship et le  Walmart NW Arkansas Championship Presented by P&G lors de la saison 2012.
En 2017, elle met un terme à sa carrière lors de l'Evian Championship.
Durant cette année 2017, elle est au cœur d'une polémique autour du choix du site pour les Jeux olympiques de 2020. Le Kasumigaseki Country Club, site retenu, n'autorise pas les femmes à être membres à  part entière et ne peuvent donc pas jouer certains dimanches. Le club renonce à cette politique peu après sous  la pression du Comité international olympique.
Sollicitée pour prendre le rôle de coach de l'équipe japonaise pour ces Jeux, elle décline, estimant que, malgré son intention de se diriger vers cette carrière, ce projet serait trop difficile sans aucune expérience.

## Palmarès
Ai Miyazato compte au total vingt-cinq titres professionnelles, neuf sur le circuit de la LPGA (nord-américain), quinze sur le circuit japonais (JLGPA) et le Women's World Cup of Golf (en). Sa meilleure performance sur un tournoi majeur de la LPGA est une troisième place, lors des éditions 2006 et 2010 du LPGA Championship et lors de l'édition 2009 à l'Open britannique. Sa plus prestigieuse victoire est l'Evian Masters en 2009, tournoi qu'elle remporte de nouveau en 2011.
Le 21 juin 2010, elle devient la quatrième joueuse à occuper la première place du Women's World Golf Rankings, après Annika Sörenstam, Lorena Ochoa et Jiyai Shin.

### Victoires professionnelles (25)
| Année    | Tournoi                         | Tournoi                                                  | Tournoi                                 |
| -------- | ------------------------------- | -------------------------------------------------------- | --------------------------------------- |
| 2003 (1) | Dunlop Open (JLGPA)             |                                                          |                                         |
| 2004 (5) | Daikin Open (JLGPA)             | Suntory Open (JLGPA)                                     | Circle K Sunkus Open (JLGPA)            |
| 2004 (5) | Masters GC Open (JLGPA)         | Daio Paper Open (JLGPA)                                  |                                         |
| 2005 (7) | Vernal Open (JLGPA)             | Bridgestone Open (JLGPA)                                 | New Caterpillar Mitsubishi Open (JLGPA) |
| 2005 (7) | Open du Japon (JLGPA)           | IDC Otsuka Classic (JLGPA)                               | Daio Paper Open (JLGPA)                 |
| 2005 (7) | Women's World Cup of Golf (en)  |                                                          |                                         |
| 2006 (2) | Championnat de la JLPGA (JLGPA) | Dunlop Open (JLGPA)                                      |                                         |
| 2009 (2) | Evian Masters (LPGA)            | Sankyo Open (JLGPA)                                      |                                         |
| 2010 (5) | Honda PTT LPGA Thailand (LPGA)  | HSBC Women's Champions (LPGA)                            | Tres Marias Championship (LPGA)         |
| 2010 (5) | ShopRite LPGA Classic (LPGA)    | Safeway Classic (LPGA)                                   |                                         |
| 2011     | Evian Masters (LPGA)            |                                                          |                                         |
| 2012     | Lotte Championship (LPGA)       | Walmart NW Arkansas Championship Presented by P&G (LPGA) |                                         |

### Parcours en tournois majeurs
| Tournoi                   | 2004 | 2005 | 2006 | 2007 | 2008 | 2009 | 2010 | 2011 |
| ------------------------- | ---- | ---- | ---- | ---- | ---- | ---- | ---- | ---- |
| Championnat Kraft Nabisco | DNP  | T44  | T29  | T15  | T31  | 69   | CUT  | T33  |
| Championnat de la LPGA    | DNP  | DNP  | T3   | CUT  | CUT  | DNP  | T3   | CUT  |
| Open américain            | DNP  | CUT  | T28  | T10  | T27  | T6   | T31  | T6   |
| Open britannique          | CUT  | T11  | 9    | T58  | 5    | T3   | T9   | CUT  |

| Tournoi                   | 2010           | 2011           | 2012           | 2013 | 2014 | 2015 | 2016 | 2017 |
| ------------------------- | -------------- | -------------- | -------------- | ---- | ---- | ---- | ---- | ---- |
| Championnat Kraft Nabisco | CUT            | T33            | T56            | T55  | T67  | T41  | T18  | T40  |
| Championnat de la LPGA    | T3             | CUT            | T6             | T15  | CUT  | DNP  | T39  | T36  |
| Open américain            | T31            | T6             | T28            | T11  | CUT  | DNP  | DNP  | T41  |
| Open britannique          | CUT            | T9             | T26            | CUT  | T45  | CUT  | CUT  | CUT  |
| The Evian Championship    | Majeur en 2013 | Majeur en 2013 | Majeur en 2013 | T15  | CUT  | T38  | CUT  | T32  |

DNP = N'a pas participé

CUT = A raté le Cut

"T" = Égalité

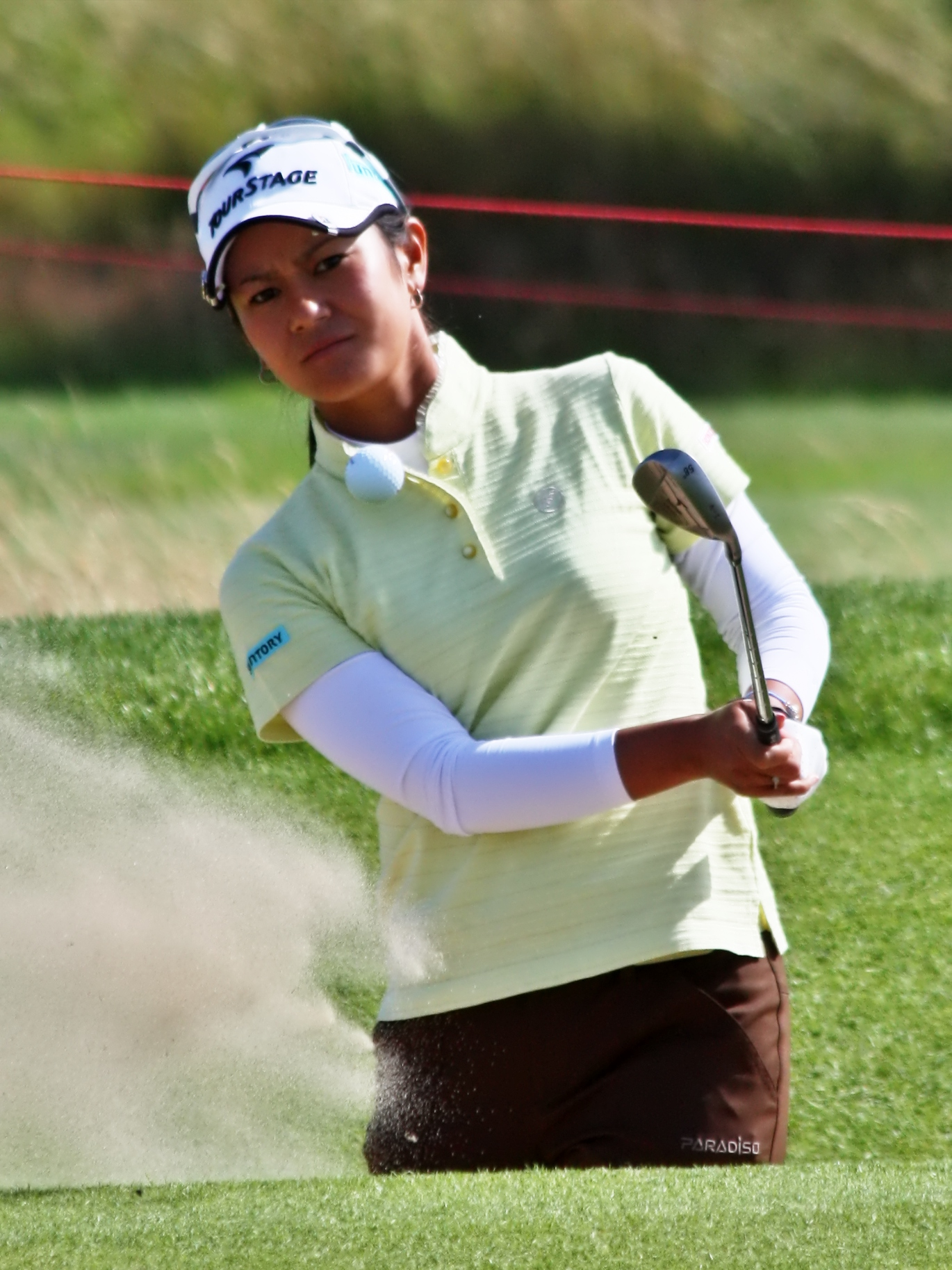
Ai Miyazato à l'Open britannique en 2009.

Le fond vert montre les victoires et le fond jaune un top 10.